# Furfural
Furfuralul, cunoscut și ca furfurol, este o aldehidă heterociclică a furanului derivat din produse secundare din agricultură, printre care porumbul, ovăzul, tărâțele și rumegușul. Denumirea de furfural provine din latinescul furfur, care înseamnă „tărâțe”, și face referire la sursa sa comună.
Formula chimică a furfuralului este OC4H3CHO. Compusul este un lichid uleios și incolor cu miros de migdale, dar unele mostre devin galbene în contact cu aerul.
Este unul dintre compușii comuni găsiți în vanilie.

## Proprietăți chimice
Prin decarbonilarea furfuralului (împreună cu vapori de apă și catalizator de cromit de zinc, la 400 °C) se obține furan (Whitman, 1945):
Furfural = Monoxid de carbon + Furan
Prin hidrogenare conduce la alcool furfurilic, tetrahidrofurfurilic și tetrahidrofuran.

## Legături externe
- „Furfurol” la DEX online